# Bộ Chính trị Ban Chấp hành Trung ương Đảng Cộng sản Nga khóa X (1921–1922)
Bộ Chính trị Ban Chấp hành Trung ương Đảng Cộng sản Nga khóa X (1921-1922) được bầu tại Hội nghị Trung ương lần thứ nhất của Ban chấp hành Trung ương Đảng Cộng sản Nga (Bolsheviks) khóa X được tổ chức ngày 16/3/1921.

## Ủy viên chính thức
| Tên (sinh – mất)              | Bắt đầu   | Kết thúc | Thời gian      |
| ----------------------------- | --------- | -------- | -------------- |
| Grigoriy Zinoviev (1883–1938) | 16/3/1921 | 3/4/1922 | 1 năm, 18 ngày |
| Lev Kamenev (1883–1936)       | 16/3/1921 | 3/4/1922 | 1 năm, 18 ngày |
| Vladimir Lenin (1870–1924)    | 16/3/1921 | 3/4/1922 | 1 năm, 18 ngày |
| Joseph Stalin (1878–1953)     | 16/3/1921 | 3/4/1922 | 1 năm, 18 ngày |
| Leon Trotsky (1879–1940)      | 16/3/1921 | 3/4/1922 | 1 năm, 18 ngày |

## Ủy viên dự khuyết
| Tên (sinh – mất)               | Bắt đầu   | Kết thúc | Thời gian      |
| ------------------------------ | --------- | -------- | -------------- |
| Nikolai Bukharin (1888–1938)   | 16/3/1921 | 3/4/1922 | 1 năm, 18 ngày |
| Mikhail Kalinin (1875–1946)    | 16/3/1921 | 3/4/1922 | 1 năm, 18 ngày |
| Vyacheslav Molotov (1890–1986) | 16/3/1921 | 3/4/1922 | 1 năm, 18 ngày |